# Hákonar saga Hákonarsonar

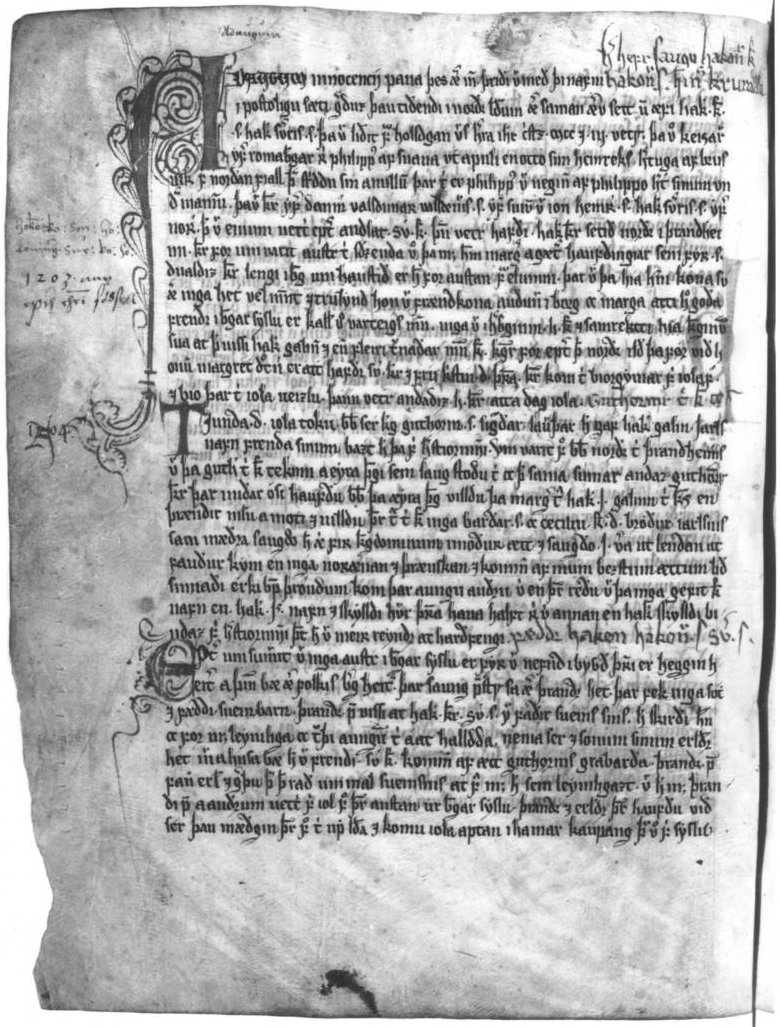
Página del manuscrito
Hákonar saga Hákonarsonar

Hákonar saga Hákonarsonar (Saga de Haakon Haakonarson) o Hákonar saga gamla (Saga de Haakon el Viejo) es una de las sagas reales escrita en nórdico antiguo; trata sobre la vida y reinado de Haakon IV de Noruega. La saga fue escrita por el caudillo y también historiador islandés Sturla Þórðarson. Sturla estuvo en la noble noruega de Magnus VI en la década de 1260 cuando supo de la muerte del rey Haakon, inmediatamente Magnus asignó la tarea de escribir una saga para el difunto monarca la cual es la principal fuente de información de aquel periodo de la historia de Noruega, desde la entronización en 1217 hasta su muerte en 1263.
Una pequeña porción de la saga, relacionada con la campaña militar en Escocia en 1263, fue traducida al inglés por James Johnstone e impresa en 1782, con una segunda edición en 1882. La saga completa en inglés fue traducida por G.W. Dasent e impresa en 1894, con una reimpresión en 1964.